# Christoph Ernst Schack
Christoph Ernst Schack (født 23. juni 1716 på Gut Wendorf, Mecklenburg-Schwerin, død 8. november 1782 i Rostock) var en tysk godsejer og officer, far til Engel Schack.
Schack var søn af Emeke Hans Schack (1675-1731) og Sophia Elisabeth von Steinberg (1688-1756). Han var herre til Wendorf (1742), Schependorf (1742-1750) og Rehagen med Klatow (1749-1777). Han tjente fire år som page i braunschweig-wolfenbüttelsk tjeneste, derefter fændrik i prins Ludwig af Württembergs Dragonregiment, med hvilket han deltog i felttoget ved Rhinen, derpå på ungarsk side i 1735 i krigen mod tyrkerne, inden han i 1740 blev kejserlig ritmester i kyrassérregimentet von Potztatzky, hvorfra han fik afsked 1742.
Schack blev 4. september 1773 udnævnt til kammerherre på grund af den danske kong Christian 7.'s tilfredshed med hans søns tjeneste, og han blev 31. marts 1779 hvid ridder (ridder af Dannebrog).
14. juli 1742 ægtede han på Schloss Ivenack Dorothea Catharine von Plessen (født 1724, død 20. juni 1769 på Gut Wendorf), datter af Johann Friedrich von Plessen og Sophie Dorothea von Plessen.